# Polo aquático nos Jogos Olímpicos de Verão de 2020
Os torneios de polo aquático nos Jogos Olímpicos de Verão de 2020 foram disputados entre 24 de julho e 8 de agosto de 2021 no Centro Internacional de Natação Tokyo Tatsumi, em Tóquio, no Japão. Originalmente programado para ser realizado em 2020, em 24 de março de 2020 as Olimpíadas foram adiadas para 2021 devido à pandemia de COVID-19, o que fez com que não houvesse espectadores nas partidas.
Duzentos e oitenta e seis atletas competiram, 156 entre as doze equipes no masculino e 130 nas dez no feminino.

## Qualificação
Foram colocadas em disputa 20 vagas, sendo 11 para o torneio masculino e 9 para o feminino, durante o processo de classificação olímpica. Por ser país-sede, o Japão tinha uma vaga garantida em cada um dos torneios, totalizando 12 equipes masculinas e 10 femininas. Cada Comitê Olímpico Nacional (CON) poderia se qualificar para as competições com base na Liga Mundial e no Campeonato Mundial de 2019 e em eventos continentais disputados entre 2018 e 2020 (África e Oceania não realizaram uma qualificatória e indicaram seus representantes). As últimas vagas foram atribuídas no pré-olímpico de 2021.
Masculino
| Método                       | Data                               | Local         | Vagas | Classificado                  |
| ---------------------------- | ---------------------------------- | ------------- | ----- | ----------------------------- |
| País-sede                    | —                                  | —             | 1     | Japão                         |
| Jogos Asiáticos de 2018      | 25 de agosto–1 de setembro de 2018 | Indonésia     | 1     | Cazaquistão                   |
| Liga Mundial de 2019         | 18–23 de junho de 2019             | Sérvia        | 1     | Sérvia                        |
| Campeonato Mundial de 2019   | 15–27 de julho de 2019             | Coreia do Sul | 2     | Itália · Espanha              |
| Jogos Pan-Americanos de 2019 | 4–10 de agosto de 2019             | Peru          | 1     | Estados Unidos                |
| Campeonato Europeu de 2020   | 14–26 de janeiro de 2020           | Hungria       | 1     | Hungria                       |
| Indicado da África           | —                                  | —             | 1     | África do Sul                 |
| Indicado da Oceania          | —                                  | —             | 1     | Austrália                     |
| Pré-Olímpico Mundial de 2020 | 14–21 de fevereiro de 2021         | Países Baixos | 3     | Croácia · Grécia · Montenegro |
| Total                        |                                    |               | 12    |                               |

Feminino
| Método                       | Data                       | Local         | Vagas | Classificado            |
| ---------------------------- | -------------------------- | ------------- | ----- | ----------------------- |
| País-sede                    | —                          | —             | 1     | Japão                   |
| Jogos Asiáticos de 2018      | 16–21 de agosto de 2018    | Indonésia     | 1     | China                   |
| Liga Mundial de 2019         | 4–9 de junho de 2019       | Hungria       | 1     | Estados Unidos          |
| Campeonato Mundial de 2019   | 14–26 de julho de 2019     | Coreia do Sul | 1     | Espanha                 |
| Jogos Pan-Americanos de 2019 | 4–10 de agosto de 2019     | Peru          | 1     | Canadá                  |
| Campeonato Europeu de 2020   | 12–25 de janeiro de 2020   | Hungria       | 1     | Rússia                  |
| Indicado da África           | —                          | —             | 1     | África do Sul           |
| Indicado da Oceania          | —                          | —             | 1     | Austrália               |
| Pré-Olímpico Mundial de 2020 | 19–24 de fevereiro de 2021 | Itália        | 2     | Hungria · Países Baixos |
| Total                        |                            |               | 10    |                         |

- Notas:

1. ↑  A Rússia não pode competir usando seu nome e bandeira devido a uma sanção imposta pelo Comitê Olímpico Internacional por violações de doping.[5]

## Calendário
Os torneios de polo aquático foram realizados durante 16 dias, alternando entre a competição feminina e masculina, com as disputas de medalhas em 7 e 8 de agosto de 2021.
| G | Fase de grupos | QF | Quartas de final | SF | Semifinais | B | Disputa pelo bronze | F | Final |

| DataEvento | Sáb 24 jul | Dom 25 jul | Seg 26 jul | Ter 27 jul | Qua 28 jul | Qui 29 jul | Sex 30 jul | Sáb 31 jul | Dom 1 ago | Seg 2 ago | Ter 3 ago | Qua 4 ago | Qui 5 ago | Sex 6 ago | Sáb 7 ago | Sáb 7 ago | Dom 8 ago | Dom 8 ago |
| ---------- | ---------- | ---------- | ---------- | ---------- | ---------- | ---------- | ---------- | ---------- | --------- | --------- | --------- | --------- | --------- | --------- | --------- | --------- | --------- | --------- |
| Masculino  |            | G          |            | G          |            | G          |            | G          |           | G         |           | QF        |           | SF        |           |           | B         | F         |
| Feminino   | G          |            | G          |            | G          |            | G          |            | G         |           | QF        |           | SF        |           | B         | F         |           |           |

## Medalhistas
| Evento             | Ouro | Prata | Bronze |
| ------------------ | --- | --- | --- |
| Masculino detalhes | Milan Aleksić Nikola Dedović Filip Filipović Nikola Jakšić Đorđe Lazić Dušan Mandić Branislav Mitrović Stefan Mitrović Duško Pijetlović Gojko Pijetlović Andrija Prlainović Sava Ranđelović Strahinja Rašović SRB Sérvia             | Stylianos Argyropoulos Georgios Dervisis Ioannis Fountoulis Konstantinos Galanidis Konstantinos Genidounias Konstantinos Gkiouvetsis Marios Kapotsis Christodoulos Kolomvos Konstantinos Mourikis Alexandros Papanastasiou Dimitrios Skoumpakis Angelos Vlachopoulos Emmanouil Zerdevas GRE Grécia | Dániel Angyal Balázs Erdélyi Balázs Hárai Norbert Hosnyánszky Szilárd Jansik Krisztián Manhercz Tamás Mezei Viktor Nagy Mátyás Pásztor Márton Vámos Dénes Varga Soma Vogel Gergő Zalánki HUN Hungria        |
| Feminino detalhes  | Rachel Fattal Aria Fischer Makenzie Fischer Kaleigh Gilchrist Stephania Haralabidis Paige Hauschild Ashleigh Johnson Amanda Longan Maddie Musselman Jamie Neushul Melissa Seidemann Maggie Steffens Alys Williams USA Estados Unidos | Marta Bach Anni Espar Clara Espar Laura Ester Judith Forca Maica García Irene González Paula Leitón Beatriz Ortiz Pilar Peña Elena Ruiz Elena Sánchez Roser Tarragó ESP Espanha | Edina Gangl Krisztina Garda Gréta Gurisatti Anikó Gyöngyössy Anna Illés Rita Keszthelyi Dóra Leimeter Alda Magyari Rebecca Parkes Nataša Rybanská Dorottya Szilágyi Gabriella Szűcs Vanda Vályi HUN Hungria |

## Quadro de medalhas
| Ordem | País               | Medalha de ouro | Medalha de prata | Medalha de bronze |   | Ordem por total |
| ----- | ------------------ | --------------- | ---------------- | ----------------- | - | --------------- |
| 1     | USA Estados Unidos | 1               |                  |                   | 1 | 2               |
|       | SRB Sérvia         | 1               |                  |                   | 1 | 2               |
| 3     | ESP Espanha        |                 | 1                |                   | 1 | 2               |
|       | GRE Grécia         |                 | 1                |                   | 1 | 2               |
| 5     | HUN Hungria        |                 |                  | 2                 | 2 | 1               |
| TOTAL | TOTAL              | 2               | 2                | 2                 | 6 | —               |